# Erlebnis-Zoo Hannover
Koordinaten: 52° 22′ 51″ N, 9° 46′ 14″ O
Der Erlebnis-Zoo Hannover ist ein zoologischer Garten im Stadtteil Zoo in Hannover. Er wurde am 4. Mai 1865 als achter deutscher Zoo gegründet und umfasst eine Fläche von 22 Hektar. Im Januar 2024 beherbergte die Anlage etwa 1473 Tiere in 158 Arten.  Das Unternehmen beschäftigt in der Hauptsaison knapp über 400 Mitarbeiter, von denen der Großteil für die Betreuung der Besucher zuständig ist.
Seine Fläche mit konventioneller Tierpräsentation wurde besonders um die Jahrtausendwende erheblich weiterentwickelt. Dabei entstanden sieben Themenwelten, die an den natürlichen Lebensraum oder Kulturkreis der Tiere angelehnt sind, ihnen Rückzugsmöglichkeiten bieten und gleichzeitig den Besuchern Begegnungen ohne Gitter ermöglichen.

## Geschichte

### Adolf Schütte (1865)

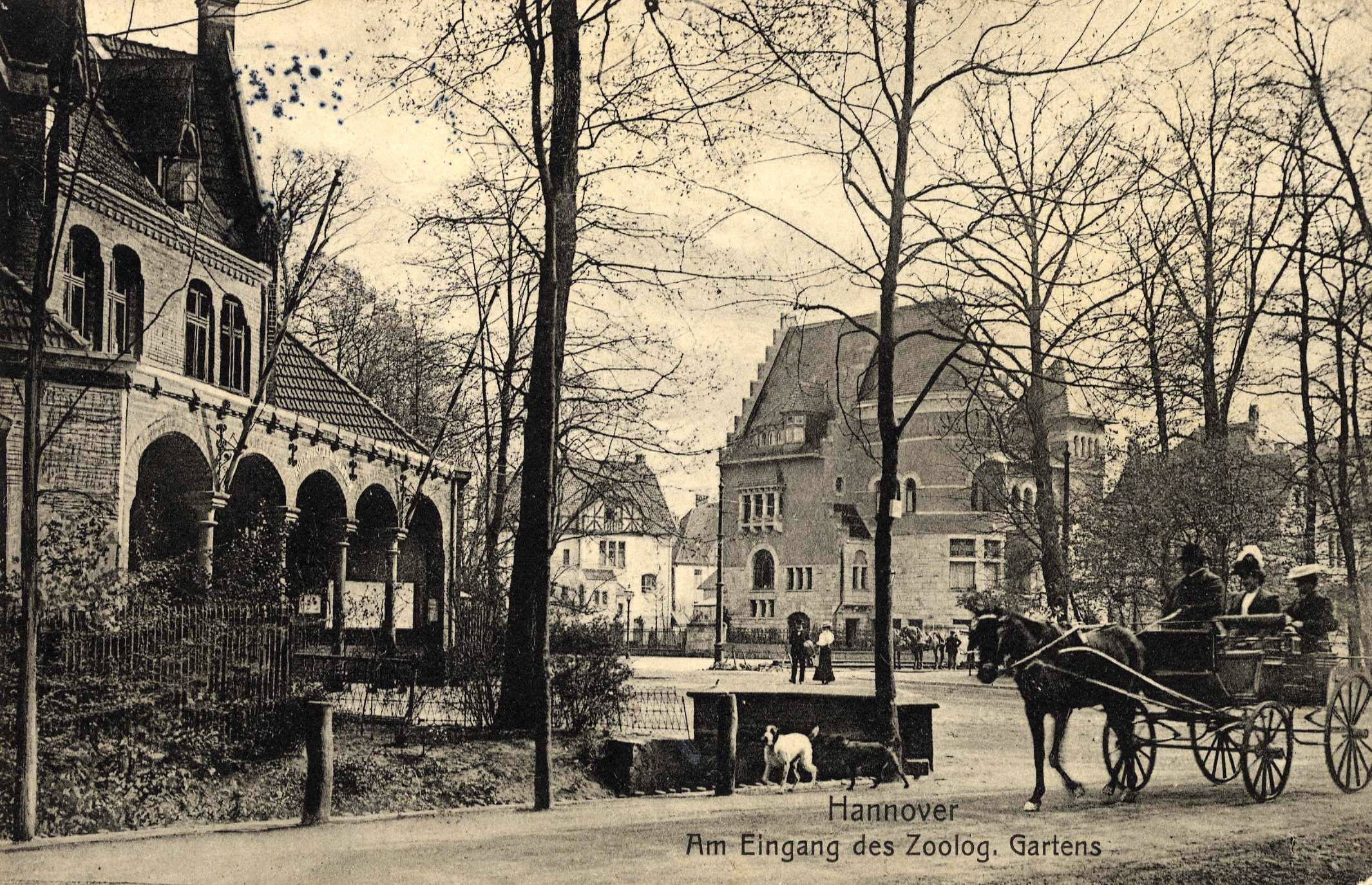
Ehemaliger Eingang des Zoos am Schiffgraben, links, 1908

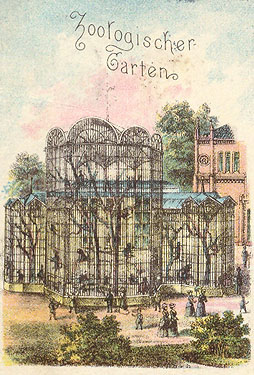
Postkartenmotiv mit dem Zoo vor 1900

Der Zoo Hannover wurde am 4. Mai 1865 aus privaten Mitteln gegründet und ist der achtälteste Zoo Deutschlands. Die Anregung zum Bau erfolgte Mitte des 19. Jahrhunderts durch Hermann Schläger und Mitglieder der Naturhistorischen Gesellschaft Hannover, die bereits das Naturhistorische Museum gegründet hatte. Die Naturhistorische Gesellschaft Hannover richtete eine dreiköpfige Kommission ein, die Gespräche mit dem Magistrat der Stadt Hannover führte. Am 25. Februar 1863 fand eine Generalversammlung der Zoointeressenten statt und im Sommer des gleichen Jahres wurde mit dem Bau eines zoologischen Gartens begonnen. Da man sich auf umfangreiche Kosten für die Haltung der wilden Tiere einstellte, wurde eine Aktiengesellschaft gegründet. Laufende Kosten sollten durch Jahresabonnements und Einnahmen an der Tageskasse gedeckt werden. Im Mai 1865 wurde der Zoologische Garten Hannover eröffnet. Der damalige Zoo-Assistent aus Köln, Adolf Schütte, wurde als erster Zoodirektor vom Verwaltungsrat berufen und war maßgeblich für den Aufbau des Tierbestands im Zoo Hannover verantwortlich.

### Wilhelm Niemeyer (1865–1874)
Schüttes Nachfolger war gelernter Landwirt und besuchte vor seinem Amtsantritt mehrere Zoos, um sich tiergärtnerische Kenntnisse anzueignen. Seine Leidenschaft galt der Vogelhaltung, was sich deutlich im hannoverschen Tierbestand widerspiegelte: die artenreiche Fasanensammlung genoss überregionale Bekanntheit und Anerkennung. Niemeyer verfasste den ersten Zooführer für den Zoo Hannover, in dem er die Tiere nach Tierhäusern und Gehegen geordnet beschrieb.
Im Zentrum der Anlage befand sich eine Felsenanlage mit Greifvogel-Voliere, Aquarium sowie Grotten für Raubtiere.

### Christian Kuckuck (1874–1893)
Mit Christian Kuckuck übernahm 1874 ein studierter Tierarzt die Leitung des Zoos. Er schloss sein Studium bereits 1865 an der Königlichen Tierarzneischule Hannover ab und sammelte bis zu seinem Amtsantritt Erfahrungen als Veterinär. In den Anfangsjahren mussten die Gründer mit vielen Schwierigkeiten kämpfen. Der Anspruch war hoch, doch konnte man auf keine praktischen Erfahrungen der Wildtierhaltung zurückgreifen. Die Folge waren hohe Verluste. Unter seiner Leitung entwickelte sich der Zoo Hannover zum gesellschaftlichen Mittelpunkt der Stadt, auch wenn die angestrebte Bedeutung des zoologischen Gartens als naturkundliche Bildungseinrichtung in den Hintergrund trat.

### Ernst Schäff (1893–1910)
Der studierte Biologe war vor seiner Berufung zum hannoverschen Zoodirektor Assistent am Zoologischen Institut der Berliner Landwirtschaftlichen Hochschule. Der wissenschaftliche Bereich des Zoos war ihm wichtig. Er hielt z. B. Biologievorlesungen an der Tierärztlichen Hochschule Hannover und setzte sich verstärkt dafür ein, dass der Zoo als Bildungsinstitut anerkannt wurde. Während der Amtszeit Schäffs erreichte der Tierbestand in Hannover seinen bis dahin qualitativen und quantitativen Höhepunkt.

### Adolf Fritze (1910–1923)
Als Adolf Fritze die Leitung 1910 übernahm, befand sich der Zoo auf dem Weg in eine finanzielle Krise. Viele direkte Konkurrenten, z. B. moderne Waldwirtschaften in Zoonähe oder die 1913/14 erbaute Stadthalle waren für Besucher attraktiver. Durch die Folgen des Ersten Weltkrieges geriet die Aktiengesellschaft in finanzielle Not – obwohl die Stadtverwaltung seit 1905 jährlich einen Zuschuss zahlte. Durch immer steigende Zuschüsse sicherte die Stadtverwaltung den Betrieb des Zoos, bis sie den Tiergarten 1920 schließlich übernahm. Als der Zoo finanziell nicht mehr tragbar war, wurde er am 1. Oktober 1922 geschlossen.

### Otto Müller (1924–1933)
Eine Bürgerinitiative setzte sich für eine Wiedereröffnung des Zoos ein. Durch öffentlichen Druck und privates Engagement wurde der Zoo 1924 von der Tierhandelsfirma Ruhe aus Alfeld mit einer Löwenschlucht, einem Raubtierhaus und einem Affenfelsen wieder eröffnet. Otto Müller war die treibende Kraft hinter dieser Initiative und wurde als neuer Zoodirektor berufen. Vor seiner Amtszeit war er Oberlehrer für Naturwissenschaften an der Leibnizschule in Hannover und bei seinen Schülern für seine unkonventionellen Unterrichtsmethoden beliebt. So rief er etwa ein Schulkino ins Leben (eines der ersten in Deutschland) und nutzte Terrarien in den Klassenräumen, um den Schülern lebendiges Anschauungsmaterial im Biologieunterricht zu zeigen. Als Zoodirektor war er darauf bedacht, den Zoo wieder als gesellschaftlichen Ort zu etablieren, indem er Konzerte, Freilichtkinos, Theateraufführungen, Maskenbälle oder Gartenfeste im Zoo veranstaltete.

### Hermann Ruhe sen. (Pächter) (1931–1961)
Hermann Ruhe besaß eine Tierhandelsfirma in Alfeld und arbeitete bereits lange mit dem Zoo Hannover zusammen. Ab 1931 nutzte er den Zoo als „Schaufenster“ für seine Tierhandlung. 1932 übernahm Ruhe den Zoo komplett. Nachdem der Zoo im Zweiten Weltkrieg schwer zerstört worden war, wurde er bis 1946 provisorisch aus den Mitteln der Firma Ruhe wieder betriebsbereit hergerichtet. Bis zum Neubeginn in den 1950er Jahren waren nur wenige Tiere im Zoo. In den folgenden Jahren wurden Häuser für Nashörner, Elefanten, Giraffen und Antilopen sowie eine Robben- und Pinguinanlage gebaut.
Seit dem Ende der 1950er Jahre entstand dann mit Mitteln aus dem städtischen Haushalt ein damals moderner Freiflächenzoo. In dieser Zeit war der Zoo bekannt für seine Elefantenzucht: zehn asiatische und drei afrikanische Elefanten wurden geboren. In Fachkreisen war der Zoo auch für seinen Bestand an Antilopen bekannt. Aus den Zeiten des Tierhandels stammte eine Vielzahl Arten aus Afrika wie Säbel-, Pferde-, Rappen- und Addaxantilopen. Verschiedene Ducker, diverse Kuhantilopenarten, Gnus und die amerikanische Pronghornantilope wurden gezüchtet.

### Hermann Ruhe jr. (Pächter) (1961–1971)
Hermann Ruhe jr. etablierte schmale Gräben als symbolische Gehegebegrenzung, das später als hannoversches Grabenprinzip bekannt wurde. Er beobachtete verschiedene Huftierarten und stellte fest, dass auch sie eine starke Bindung an ihre vertraute Umgebung haben und diese symbolischen Grenzen nur in Extremfällen überwinden.

### Lothar Dittrich (1972–1993)
1972 ging der Zoo wieder in den Besitz der Stadt Hannover über und Lothar Dittrich übernahm die Leitung. Aus Kreisen der hannoverschen Politik und Wirtschaft erfolgte die Gründung des Fördervereins Zoofreunde Hannover e. V., die in den folgenden Jahren eine Reihe neuer Tieranlagen errichteten. Höhepunkt war der Neubau des Urwaldhauses für Menschenaffen. Ab 1974 wurden Walrosse gezeigt und es entstand die Streichelwiese mit vielen Haustieren. 1978 erfolgte die erste Geburt eines Drills nach dem Krieg. Seinerzeit war der Zoo Hannover der einzige Zoo weltweit, in dem regelmäßig diese bedrohte Primatenart aus Westafrika aufwuchs. Hier erfolgte auch die Gründung des Zuchtbuchs für die Drills. Mittlerweile gibt es auch einen Förderverein zum Schutz dieser Affen in ihrer Heimat.
1975 war ein Rekordjahr mit 980.000 Tagesbesuchern, in den 1980er Jahren gab es in Hannover große Zuchterfolge und der Zoo beteiligte sich an diversen Auswilderungsprogrammen. Lothar Dittrich engagierte sich dafür, dass der Zoo als Bildungseinrichtung wahrgenommen wurde. Er hielt Vorlesungen an der Tierärztlichen Hochschule Hannover (Die Biologie und Haltung der Zootiere) und übernahm die wissenschaftliche Betreuung des Fernsehmagazins Tele Zoo.

### Klaus-Michael Machens (1994–2011)

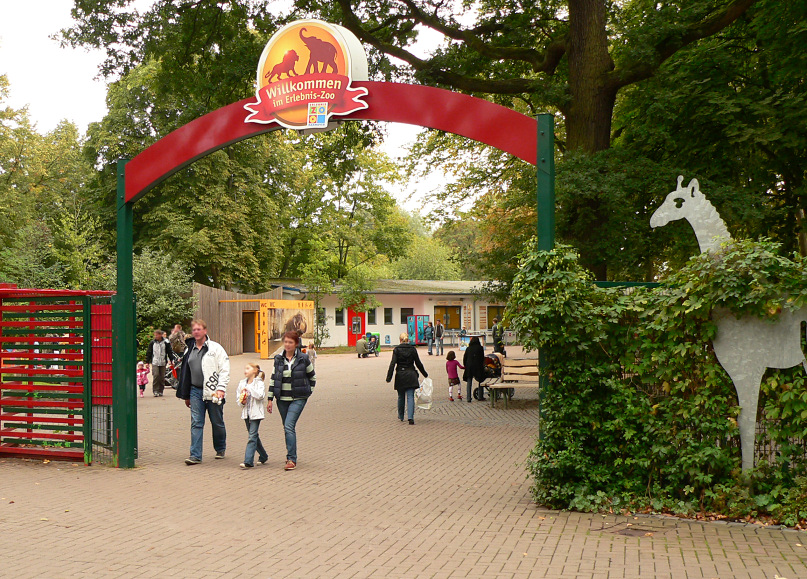
Eingangsbereich des Zoos, 2009

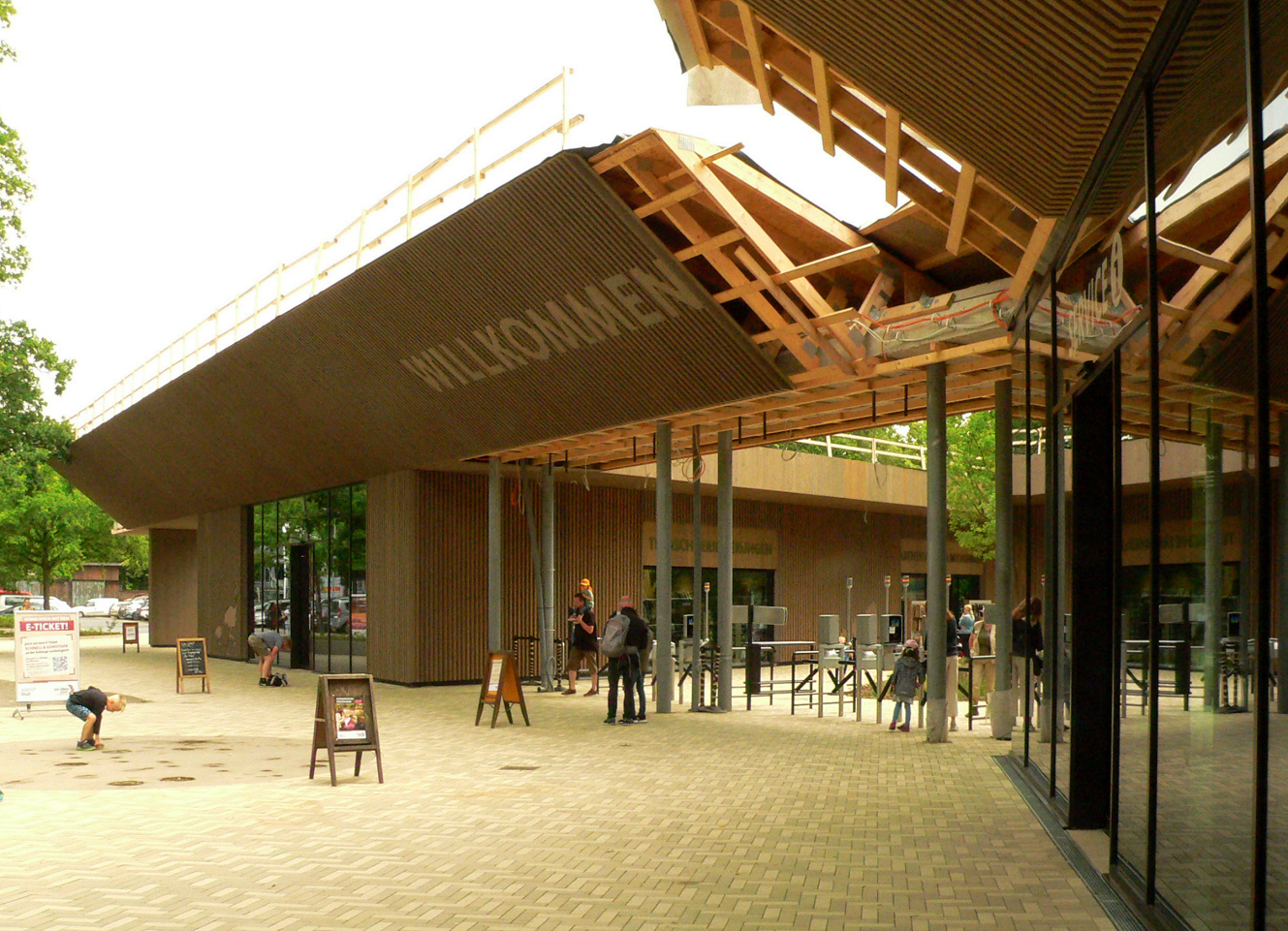
Neugestalteter Zooeingang, 2019

Anfang der 1990er Jahre befand sich der Zoo in einer Krise. Die Besucherzahlen sanken, der öffentliche Betriebskostenzuschuss wurde gekürzt. Daraufhin beschloss die Stadt einen Neuanfang. Das städtische Amt Zoo wurde 1994 in eine GmbH umgewandelt und symbolisch für eine Mark an den Kommunalverband Großraum Hannover veräußert. Der Jurist und stellvertretende Direktor des Kommunalverbandes Großraum Hannover, Klaus-Michael Machens, übernahm die Geschäftsführung.
1995 untersuchte ein interdisziplinäres Planungsteam Stärken und Schwächen des Zoos. Es kam zu dem Ergebnis, dass der Zoo sich dem Wettbewerb mit einem neuen Konzept stellen müsse. Zoofachleute, Architekten und Freizeitforscher entwickelten daraufhin in enger Kooperation das Konzept „Zoo 2000“, mit dem sich der Zoo am Ideenwettbewerb der Weltausstellung Expo 2000 beteiligte. Das Konzept trägt Machens’ Handschrift und wurde nach der Methodik Design Thinking erstellt. 1996 wurde der Zoo als „Projekt Expo 2000“ offiziell anerkannt, zunächst aber vor allem in Fachkreisen misstrauisch beäugt.
Die Philosophie des neuen Zoos lautet: „Nur was Menschen kennen, werden sie lieben. Nur was Menschen lieben, werden sie schützen.“ Die herkömmliche Tierpräsentation in Gehegen wurde weitgehend aufgegeben. Die natürlichen Lebensräume der Tiere wurden vielmehr in Szenarien detailgetreu nachgebildet. Für eine Gesamtinvestition von 54,7 Millionen Euro wurden vier als europaweit einzigartig geltende Erlebniswelten geschaffen: die Afrikalandschaft „Sambesi“, der Gorillaberg, der indische Dschungelpalast und Meyers Hof. Die Distanzen zwischen Mensch und Tier wurden auf ein Mindestmaß reduziert, erforderliche Sicherheitsbarrieren in die Landschaft eingebaut.
2005 wurde der Zoo mit dem deutschen Tourismuspreis geehrt. Seit dem Jahre 2000 besuchten jährlich über eine Million Gäste den Zoo. 2005 zur Adventszeit öffnete zum ersten Mal der „Winter-Zoo“, 2007 wurde das Kinderland „Mullewapp“ eröffnet, im Frühjahr 2010 das australische „Outback“ und im Mai 2010 die siebte Erlebniswelt, das kanadische „Yukon Bay“.
Der Erfolg des Konzeptes Zoo 2000 wird von einigen Kommentatoren wie folgt bewertet:
- Financial Times Deutschland:
 „Machens hat – in Vollzeit gerechnet – fast 250 neue Arbeitsplätze geschaffen und die Besucherpreise mehr als verdreifacht. Obwohl Hannovers Zoo mit 23 Euro Eintritt für Erwachsene der teuerste Deutschlands ist, kommen doppelt so viele Gäste wie 1994. Der Tierpark verkauft fast 20-mal mehr Jahreskarten, nämlich mehr als 100.000 Stück, und die Eintrittserlöse stiegen um 555 Prozent.“[10]
- Bund der Steuerzahler:
 „Die unbestreitbaren wirtschaftlichen Erfolge gehen zu einem großen Teil auf den langjährigen Geschäftsführer Machens und seine engagierten Mitarbeiter zurück“. Erfolge, „die nicht etwa der Regionspolitik zuzurechnen sind.“[11]

Nach anhaltenden politischen Differenzen des damaligen Regionspräsidenten sowie Zoo-Aufsichtsratsvorsitzenden Hauke Jagau mit dem Zoodirektor Machens stellte Jagau Anfang Februar 2011 zunächst einen zweiten Geschäftsführer an die Seite von Machens, Ende März 2011 wurde Machens vom Aufsichtsrat des Zoos fristlos entlassen. Nachdem der Aufsichtsrat Verhandlungen ablehnte, erhob Machens Klage gegen seine Entlassung. Zuvor hatte die Staatsanwaltschaft Hannover aus strafrechtlicher Sicht „keine Anhaltspunkte für ein pflichtwidriges Verhalten von Klaus-Michael Machens ausmachen können“, eine Einschätzung, die im Juli 2011 letztinstanzlich bestätigt wurde. Im Februar 2012 entschied das Landgericht Hannover, dass Machens‘ Kündigung rechtswidrig war und sprach ihm eine Abfindung zu.

### Frank Werner (2011–2013)
2011 wurde Frank Werner, der bisherige kaufmännische Leiter des Zoos, mit der Geschäftsführung betraut. Er führte das Konzept der Thematisierung mit dem Neubau der Schimpansenanlage Kibongo konsequent weiter fort.

### Frank Werner und Andreas Michael Casdorff (2013 bis 2016)
Andreas M. Casdorff übernahm im August 2013 als gleichberechtigter Geschäftsführer die Bereiche Gastronomie, Marketing/Presse, Merchandising, Service, Vertrieb und Zoologie. Im Februar 2016 wurde der Vertrag mit Frank Werner durch den Aufsichtsrat des Zoos nicht wieder verlängert.

Das Logo des Zoos bis 2014

## Erlebniswelten
Der seit 1996 so genannte Erlebnis-Zoo Hannover gliedert sich weitgehend in Themenbereiche, in denen der Besucher scheinbar in den natürlichen Lebensraum der Tiere versetzt wird und diese ohne Gitter beobachten kann. Ein gut fünf Kilometer langer Entdeckerpfad bietet Gelegenheit, auf Erkundungstour zu gehen. Teil des Konzepts sind kommentierte Fütterungen, bis zu acht Tier-Shows am Tag, Führungen mit Zoo-Scouts für Gruppen, Dschungel- und Evolutionspfad sowie begehbare Pelikan- und Känguruanlagen und ein Streichelzoo für Kinder.

### Sambesi

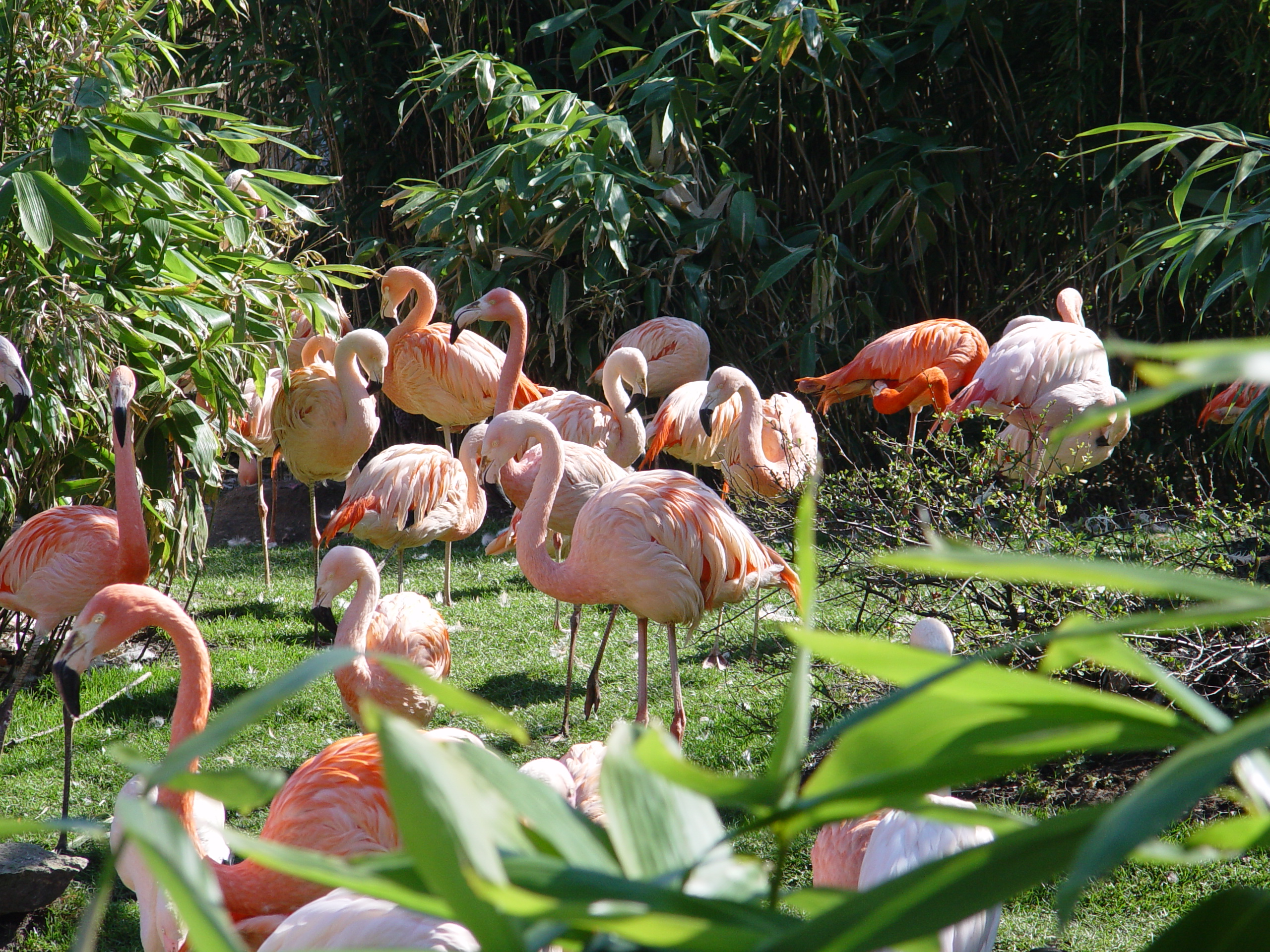
Offene Flamingoanlage

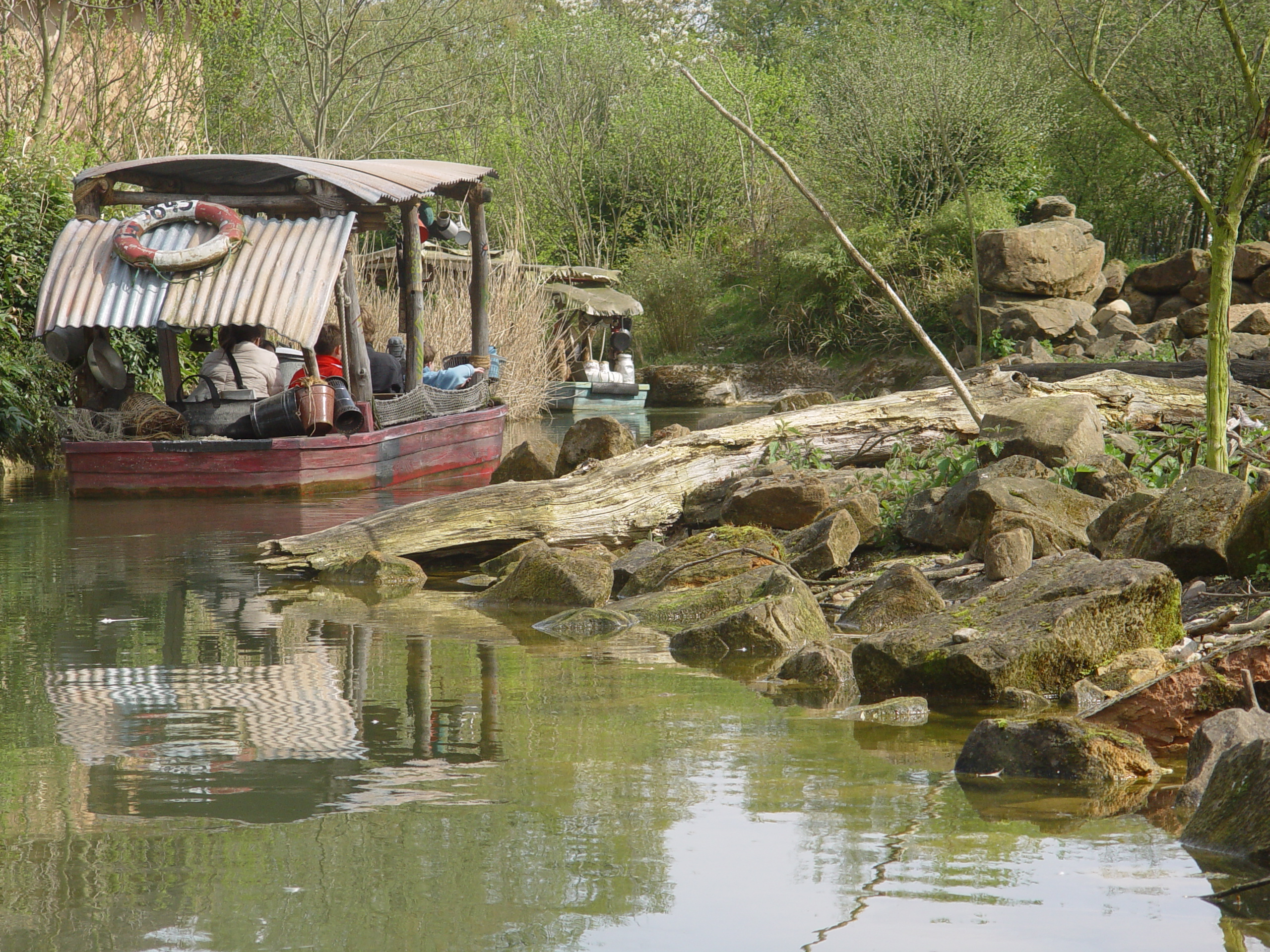
Sambesi-Bootsfahrt durch den Zoo Hannover an den Tieranlagen vorbei

Die „Sambesilandschaft“ ist einer afrikanischen Savannenlandschaft nachempfunden. Sie ist nach dem Sambesi benannt. Ein nachgebildeter Fluss schlängelt sich an den geräumigen Gehegen der Kuhreiher, Südafrika-Kronenkraniche und Weißstörche, Antilopen, Flamingos, Flusspferde, Mendesantilopen, Giraffen und Nashörner vorbei. Als eine der Hauptattraktionen des Zoos fahren auf dem Gewässer (außer im Winter) seilgeführte Boote, die die Besucher den Tieren teilweise sehr nahe bringen. Weiterhin gibt es eine nordafrikanische Wüstenanlage mit Kasbahkulisse zu sehen. Darin leben seltene Addax und Somali-Wildesel. Im „Sahara Conservation Visitor Center“ informiert der Zoo über seine Auswilderungsbemühungen.
Zudem gibt es eine afrikanische Streichelwiese
- Blessböcke
- Böhm-Steppenzebras
- Elenantilopen
- Nordafrikanische Rothalsstrauße
- Thomson-Gazellen
- Schwarzfersenantilopen
- Rosapelikane
- Chile-, Kuba- und Rosaflamingos
- Eurasische Kormorane
- Flusspferde
- Marabus
- Erdmännchen
- Indische Stachelschweine
- Kuhreiher
- Südafrika-Kronenkraniche
- Weißstörche
- Mendesantilopen
- Somali-Wildesel
- Ostafrikanische Spitzmaulnashörner
- Rothschild-Giraffen
- Springböcke
- Berberlöwen
- Blauflügelgänse
- Brautenten
- Indien-Fleckschnabelenten
- Gelbschnabelenten
- Kolbenenten
- Mähnenenten
- Rosenschnabelenten
- Zwergziegen
- Zwergrinder
- Pinselohrschweine
- Kirk-Dikdiks
- Kamerunschafe

### Afi Mountain
Mit der 2017 eröffneten Themenwelt Afi Mountain macht der Erlebnis-Zoo auf die Bedrohung der Affen Afrikas aufmerksam und stellt besonders die stark gefährdeten Drills vor. Das echte Afi Mountain Wildlife Sanctuary, ein 117 km² großes Naturschutzgebiet, liegt im Südosten Nigerias. Dort leben neben diversen Vogelarten auch Gorillas, Schimpansen, Meerkatzen und rund 500 der letzten 3.000 Drills. Ein Brettwurzelbaum ist das Eingangsportal zum Drill-Wald. Von den Schimpansen in der Feuchtsavanne geht es durch den Regenwald hinauf auf die Spitze des Berges, den Gorillaberg, zum Reich der Flachlandgorillas.
Mit Edutainment-Stationen, Fotoausstellungen und einem Film wird auf dem Rundweg durch Afi Mountain auf die Bedrohung des Regenwaldes und der Tiere aufmerksam gemacht.
Eingebettet in den Weg ist das Urwaldhaus mit den Innenanlagen der Gorillas und Schimpansen sowie der Drills und Brazzameerkatzen. Die Haltung der Sumatra-Orang-Utans lief im September 2018 mit der Abgabe des Männchens Jambi an den Audubon Zoo in New Orleans aus.
Des Weiteren gibt es eine begehbare afrikanische Vogelvoliere mit Rußköpfchen, Gabelracken, Gelbkehlfrankolinen, Moorenten, Senegaltauben, Kampfläufern, Kaptrielen, Gelbschnabelenten und Kaptäubchen.
In Afi Mountain leben:
- Westliche Flachlandgorillas
- Schimpansen
- Drills
- Brazzameerkatzen sowie
- freifliegende Vögel im Urwaldhaus wie Zebrafinken und tropische Fische in einem Bachlauf, etwa Pacus

Im Erlebnis-Zoo Hannover führt Fabian Krause das Zuchtbuch im Rahmen der Europäischen Erhaltungszuchtprogramme (EEP) für Drills.

### Yukon Bay
Die kanadische Themenwelt „Yukon Bay“ mit Wolfsschlucht, Flusslauf, Hafenstadt und Unterwasserwelt entstand in Zusammenarbeit mit dem Yukon Territory. Offizielle Eröffnung der Themenwelt war am 22. Mai 2010. Sie zeigt folgende Tierarten:
| - Eisbären - Westliche Timberwölfe - Waschbären - Kanadische Waldrentiere - Bisons - Wildtruthühner - Nördliche Seebären - Ostsee-Kegelrobben - Kalifornische Seelöwen | - Schwarzschwanz-Präriehunde - Schneeeulen - Bartkäuze - Brillenpinguine - Kappensäger - Eiderenten - Streifenskunks - Gemeines Rothörnchen - Baumstachler - Schneehasen |

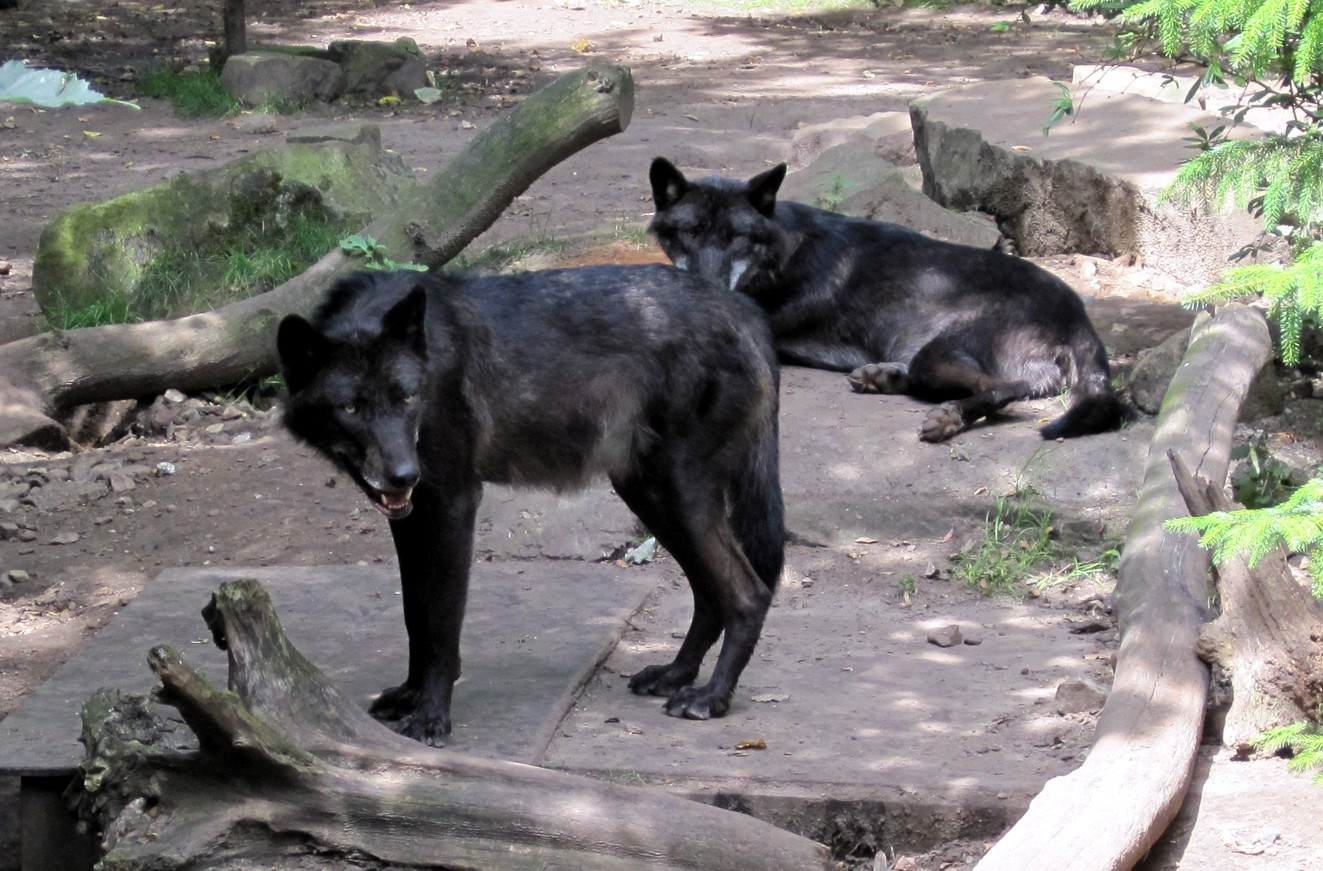
Timberwölfe, Jungtiere

Die Pinguine leben auf dem Frachtschiff Yukon Queen im Hafenbecken, das dort auf einer fiktiven Reise von Südafrika kommend auf Grund gelaufen ist. Die Unterwasserwelt, mit Blick auf Eisbär-, Robben- und Pinguinbecken, ist vom Frachtraum der Yukon Queen aus zu sehen.
In der Robbenshow im Yukon-Stadium werden folgende Tierarten gezeigt: Nördliche Seebären,
Ostsee-Kegelrobben, Kalifornische Seelöwen und Weißkopf-Seeadler.
Baustart war im Januar 2008. Finanziert wurde das Projekt von der Region Hannover, dem Europäischen Fonds für regionale Entwicklung, Spenden und Einnahmen des Zoos. Der erste Bauabschnitt, der „Yukon Trail“, wurde im Juli 2008 eröffnet und verbindet auf direktem Weg die Themenwelten Sambesi und Dschungelpalast.

### Dschungelpalast

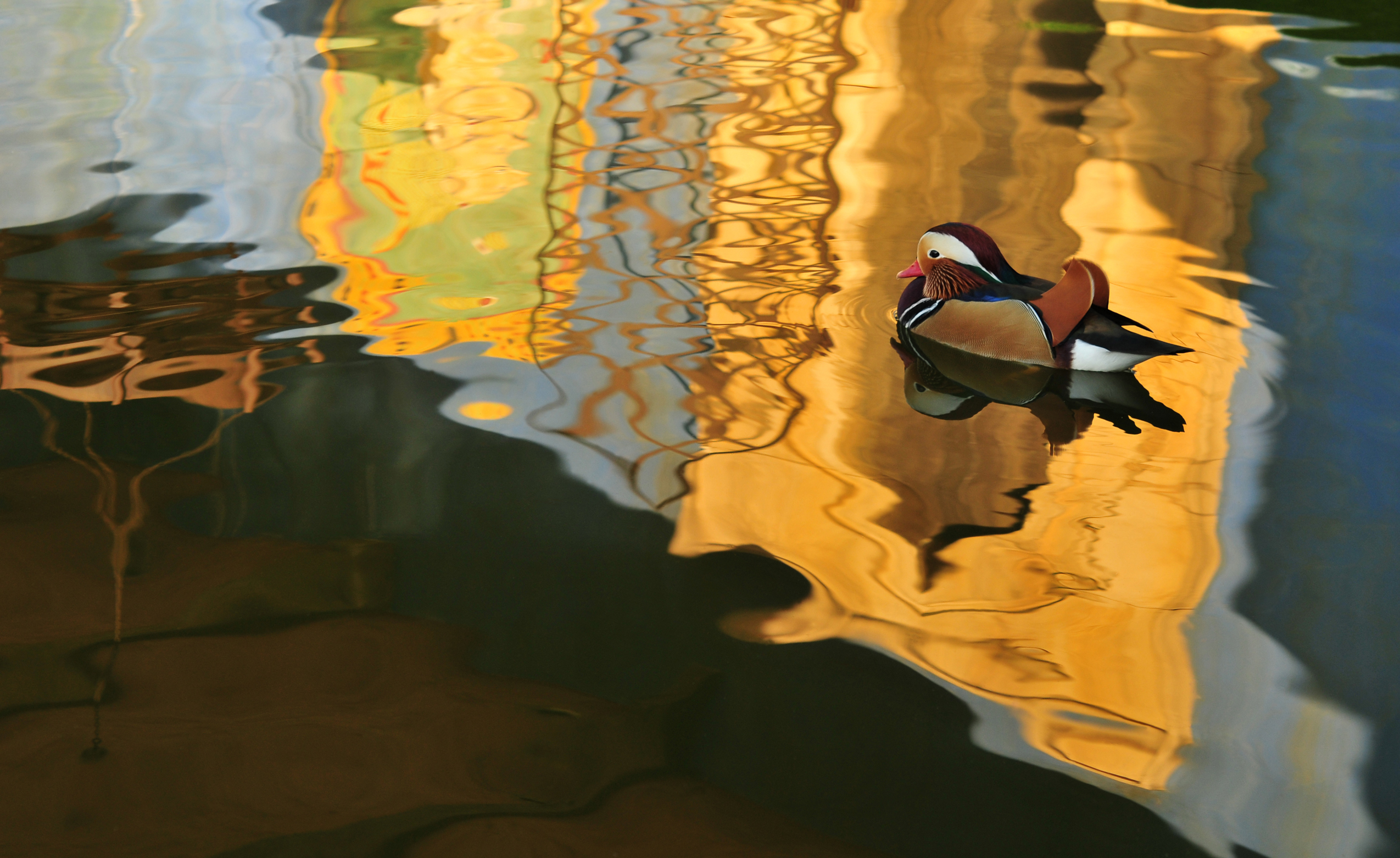
Spiegelung des Dschungelpalastes und ein Mandarinerpel im Abendlicht

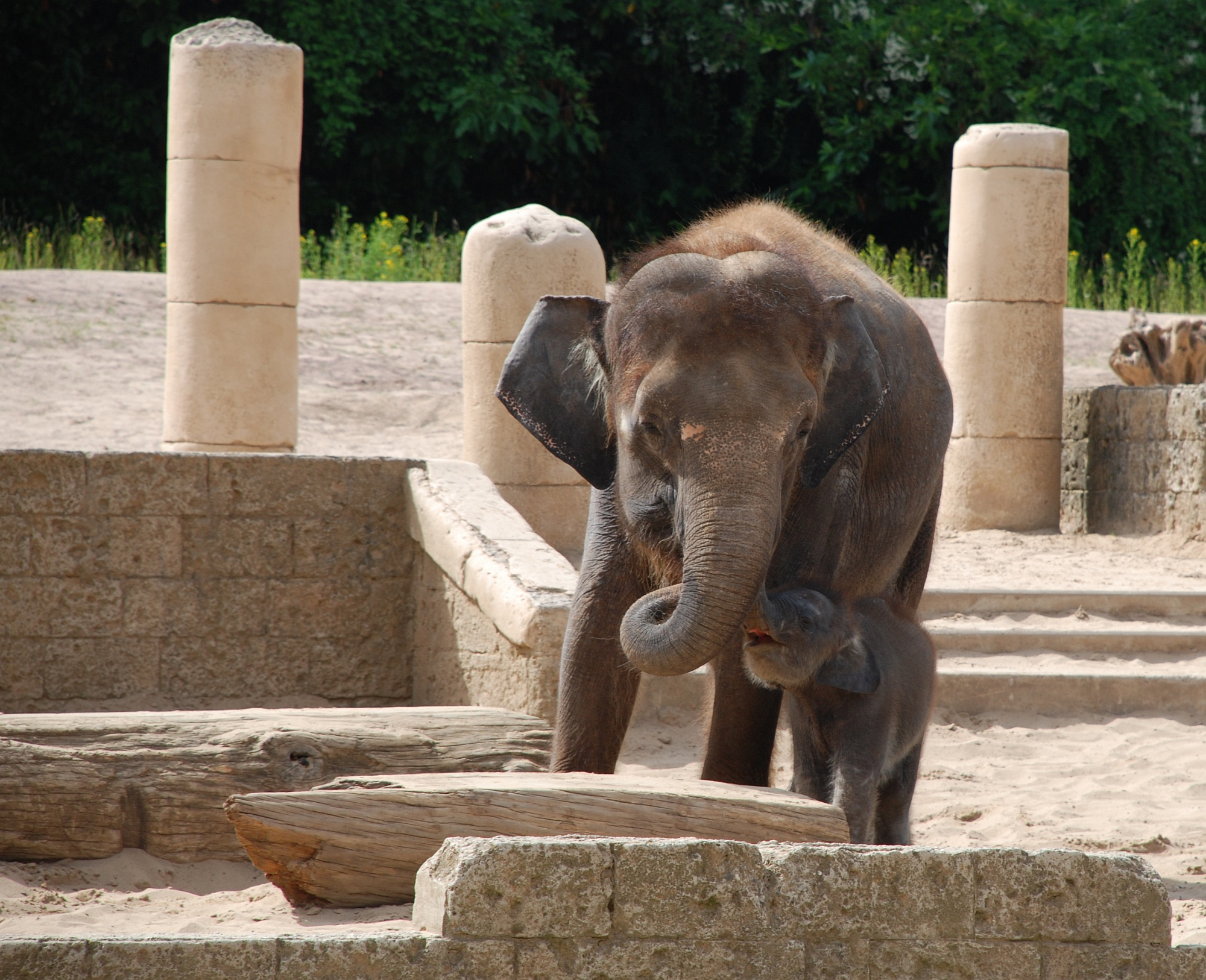
Elefanten im Dschungelpalast

Der „Dschungelpalast“ stellt den Palast des indischen Maharadschas Bakhat dar, der nach dessen Tod langsam wieder vom Dschungel und Tieren in Besitz genommen wurde. Kernstück der Erlebniswelt ist eine große Elefantenanlage sowie die heiligen Tempelaffen. In der Nähe des Prunksaals leben Tiger. Der Entdeckerpfad führt weiter durch die große Palasthalle, wo sich die einsehbaren Innengehege der Hanuman-Affen, die Anlage der Leoparden, die Tupaias und die Elefanten-Rangerstation des Rajaji-Nationalparks befinden.
Hinter dem indischen Palast verlässt man den Dschungel und betritt, durch ein rotes chinesisches Tor, die Höhen des Himalaja. Zusammen auf einer Anlage leben hier Kleine Pandas und Muntjaks.
Der Dschungelpalast beherbergt:
| - Sibirischer Tiger - Asiatische Elefanten - Hanuman-Affen (auch Hulman-Affen genannt) - Nördliche Spitzhörnchen - Leoparden - Mandarinenten - Kleine Pandas - Chinesische Muntjaks |

### Outback
Hinter dem Dschungelpalast geht es über „Klein-Himalaya“ mit Muntjakas und kleinen Pandas direkt in das australische „Outback“, wo Beuteltiere und australische Vögel zu sehen sind. Im Rahmen der Bauarbeiten für Yukon Bay wurde im Winterhalbjahr 2009/2010 diese sechste Erlebniswelt eingerichtet.
Rote Erde sowie eine Hügellandschaft mit einem alten Farmhaus mit typischem Windrad, eine verlassene Tankstelle und ein kleiner Pub wecken Erinnerungen an die Gegend beim australischen Ayers Rock. In einer begehbaren Anlage leben Bennett-Kängurus. In einer Voliere, die in den „Pub“ integriert ist, finden sich verschiedene australische Vogelarten.
Im Outback leben seit März 2010:
| - Emus - Nacktnasenwombats - Rote Riesenkängurus - Sumpfwallabys - Bennett-Kängurus | - Wellensittiche - Nymphensittiche - Singsittiche - Rosellasittiche |

### Zoologicum

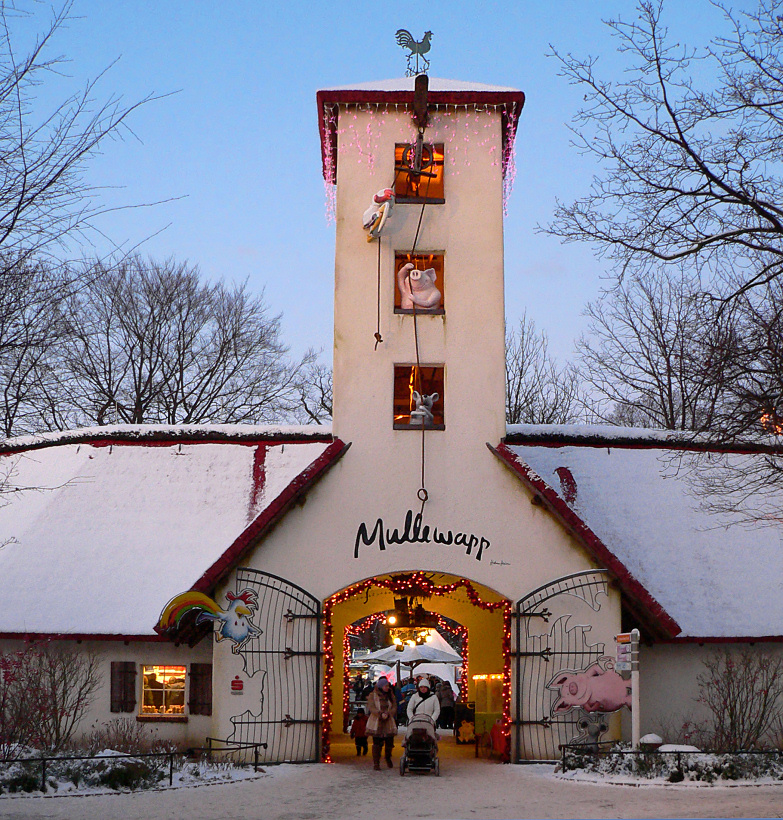
Eingang zu Mullewapp

Auf der Fläche des heutigen Zoologicums wurde im Juni 2007 zunächst das Kinderland „Mullewapp“ nach Motiven des Kinderbuchautors Helme Heine eröffnet.
Mullewapp war als Heimat der drei Freunde Johnny Mauser, Franz von Hahn und dem dicken Waldemar gestaltet. Neben einem Haus mit Mäusen und Ratten fand man zahlreiche Anspielungen auf die literarische Vorlage sowie drei Rodelbahnen, einen Abenteuerspielplatz und ein Familienrestaurant, in dem man sich sein Nudelgericht selbst zusammenstellen und bei der Zubereitung zusehen kann.
Folgende Tierarten leben in diesem Teil Mullewapps:
- Hausmäuse
- Farbratte

Für Schulklassen wurde ein Biologie-Zimmer mit kleinen Tieren eingerichtet, darunter Achatschnecken, Baumsteigerlaubfrosch, Bartagamen, Blauzungenskinke, Königspythons, Spinnenschildkröten, Blattschneiderameisen, Wandelnde Blätter sowie Madagaskar-Fauchschaben. 2019 wurde das Forscherzimmer in dem ehemaligen Mullewapp-Shop eröffnet. Der Raum für Workshops der Zooschule beinhaltete Insektenpräparate, eine Sammlung verschiedenster Eier, Hufabdrücke, ein Aquarium mit Malawi-Buntbarschen sowie Mikroskope und ein Whiteboard. Die Zimmer waren nur für die Zooschule bzw. bei besonderen Führungen und Aktionstagen zugänglich.
2023 wurde auf der Fläche nach einem mehrjährigen Umbau die neue Erlebniswelt Zoologicum eröffnet. Die großen Gebäude sind größtenteils erhalten geblieben und wurden durch neue Gebäude mit Gehegen ergänzt. Zu den Tierarten gehören u. a. Riesenschildkröten, Faultiere, Insekten, Gürteltiere, Fuchsmangusten und Falklandkarakaras.

### Meyers Hof
„Meyers Hof“ ist eine bäuerliche Gehöftanlage. Sie besteht aus alten Wohn-, Wirtschafts- und Stallgebäuden in einer ländlichen Umgebung mit Wiesen und Weiden. Sieben regionaltypische Fachwerkhäuser (teils Fachhallenhäuser) aus verschiedenen Epochen bilden die Kulisse für diese Erlebniswelt. Die historischen Gebäude sind im Zoo originalgetreu wieder aufgebaut worden. Ergänzt wird das Ensemble durch den Abenteuerspielplatz „Brodelburg“ und einen Gaststättenbetrieb in einem alten Bauernhaus. Über einen Nebeneingang zur Gaststätte ist der im Zoo gelegene Bereich von Meyers Hof im Sommerhalbjahr ab 18 Uhr und im Winterhalbjahr ab 16 Uhr eintrittsfrei zugänglich.
Auf Meyers Hof leben regionale Haus- und Nutztierrassen, die mittlerweile selten geworden sind:
| - Altdeutsche schwarzbunte Niederungsrinder - Harzer Rotvieh - Exmoor-Ponys - Buntes Bentheimer Schwein - Rauhwolliges Pommersches Landschaf - Thüringer Waldziegen - Gelbe Ramelsloher Hühner - Lachshühner - Bronzeputen - Steinbacher Kampfgänse - Thüringer Kaninchen - Hausmeerschweinchen - Westliche Honigbiene |

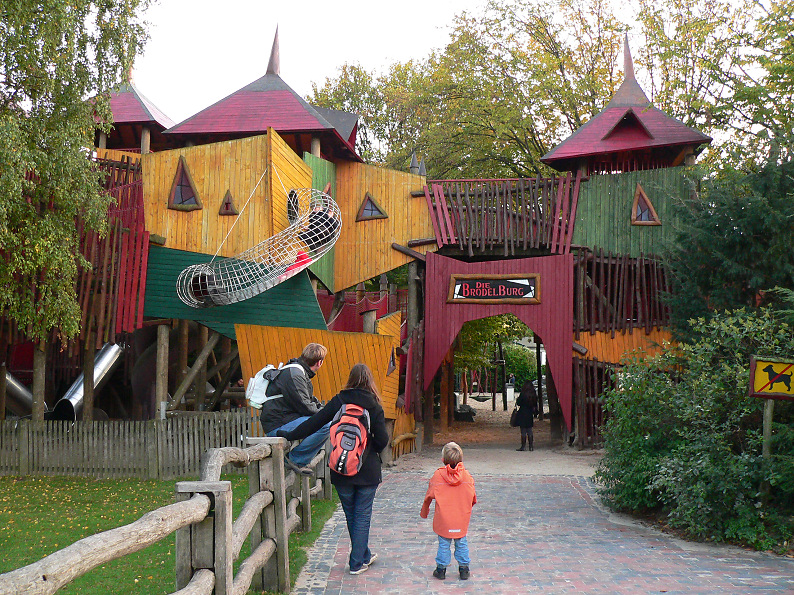
Abenteuerspielplatz „Brodelburg“ für Kinder
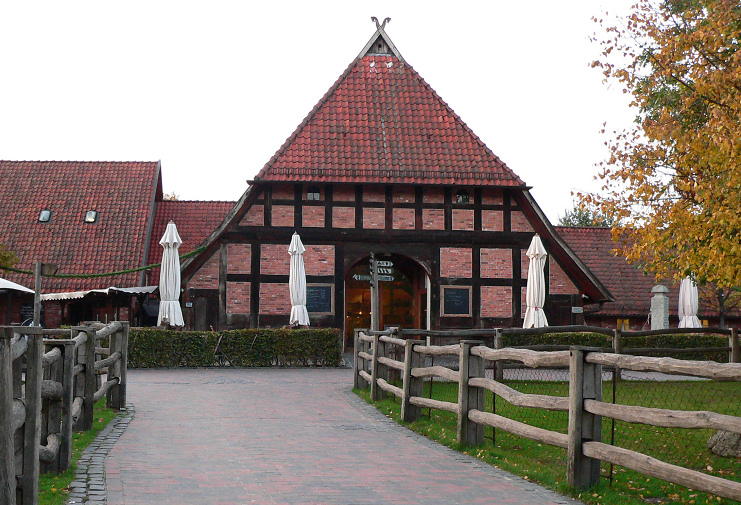
Gaststätte in einem niederdeutschen Hallenhaus auf Meyers Hof
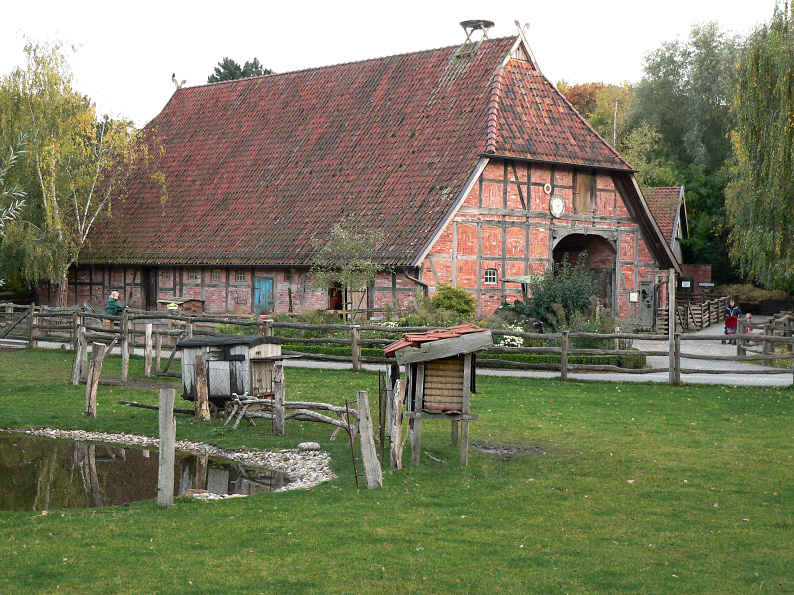
Stallgebäude des Hofs
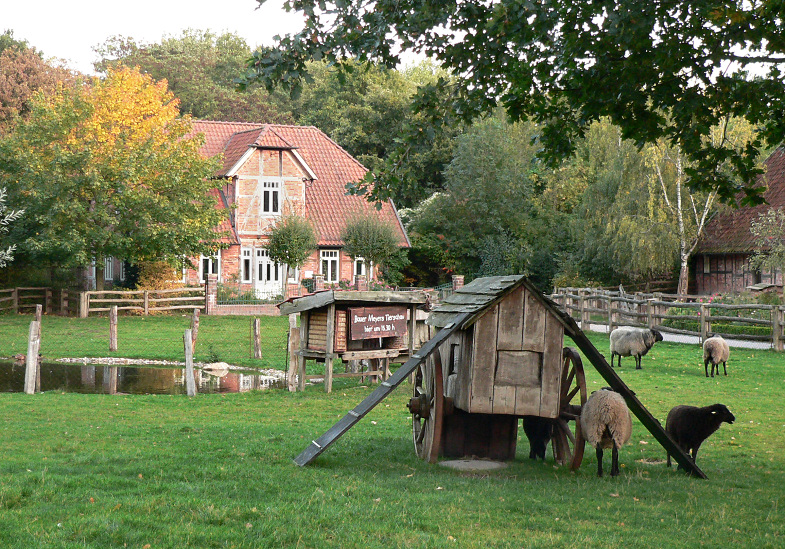
Weide mit Teich auf dem Hofgelände

### Winter-Zoo
Bis 2020 fand im Winter auf Meyers Hof und im Mullewapp der „Winter-Zoo“ mit einer Schlittschuhbahn für Kinder und Erwachsene, Eisstockschießen, drei Rodelbahnen, Porutsche für die Kleinen und nostalgischem Kinderkarussell statt. Im Winter 2021/22 gastierte erstmalig die Veranstaltung Christmas Garden im Erlebnis-Zoo. Zahlreiche aufwendige Lichtinstallationen und stimmungsvolle Illuminationen erhellten den gut zwei Kilometer langen Rundweg, der sich durch die Themenwelten des Erlebnis-Zoos schlängelte.

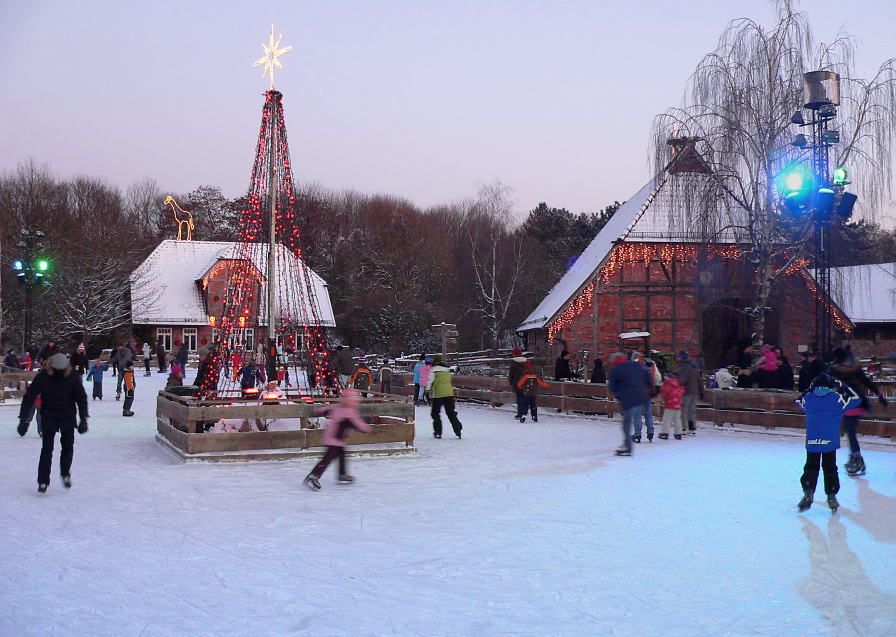
Eislaufbahn des Winter-Zoo
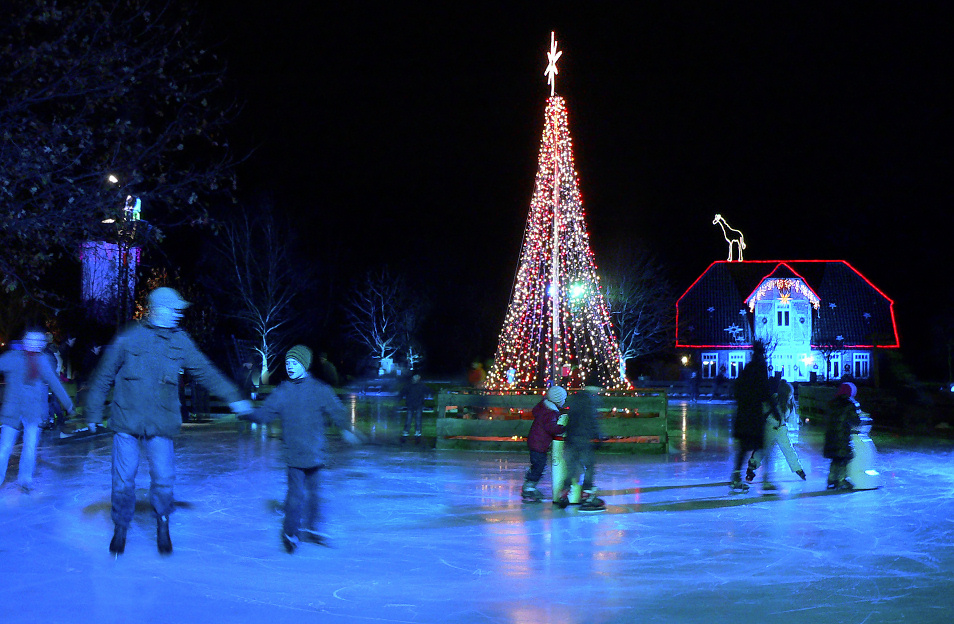
Eislaufbahn nachts
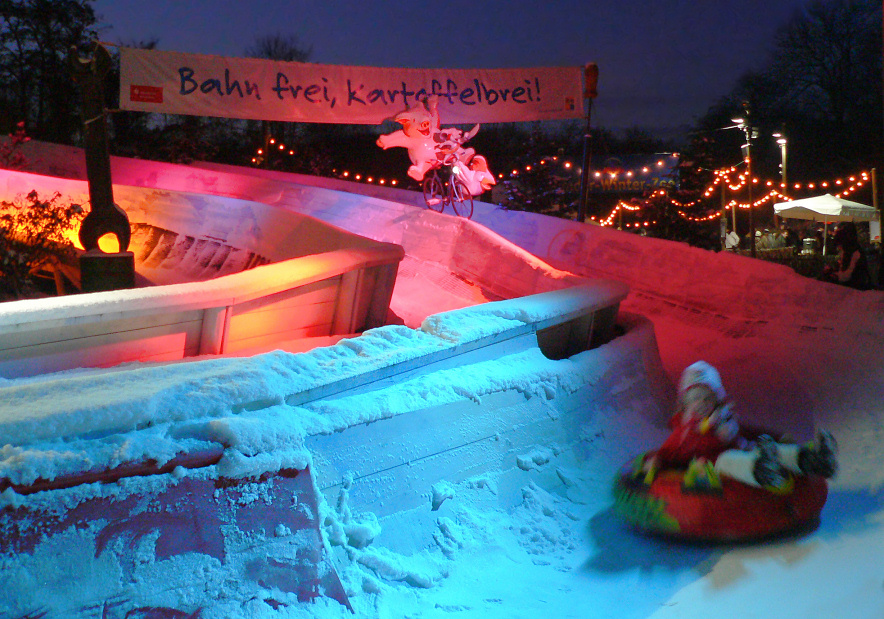
Rodelbahn mit Gummireifen
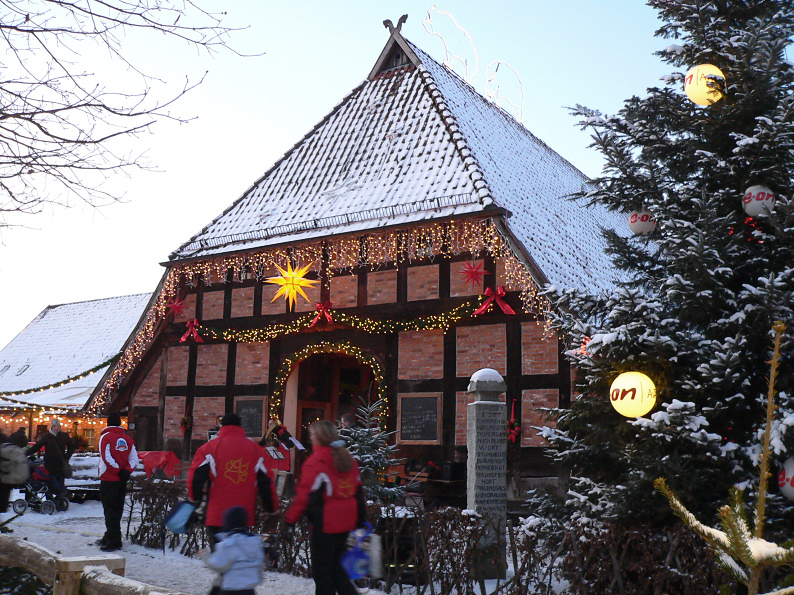
Gaststätte von Meyers Hof mit Weihnachtsdekoration

## Kleinere Themenbereiche

### Tropenhaus
Das Tropenhaus bildet eine Umgebung, die einem Regenwald nachempfunden wurde. Darin befinden sich unter anderem frei fliegende Papageien. Ebenso gibt es Terrarien mit Kleinsäugern und Reptilien.
Im Tropenhaus leben:
| - Allfarb- und Gebirgsloris - Degus - Geschmückte Dornschwanzagamen - Kattas - Gürtelvaris - Drills - von-der-Decken-Tokos - Kornnattern - Stachelschwanzwarane - Spaltenschildkröten - Omaneidechsen - Sandratten - außerdem leben Schildkröten in einem kleinen Flusslauf im Tropenhaus |

### Alte Anlagen

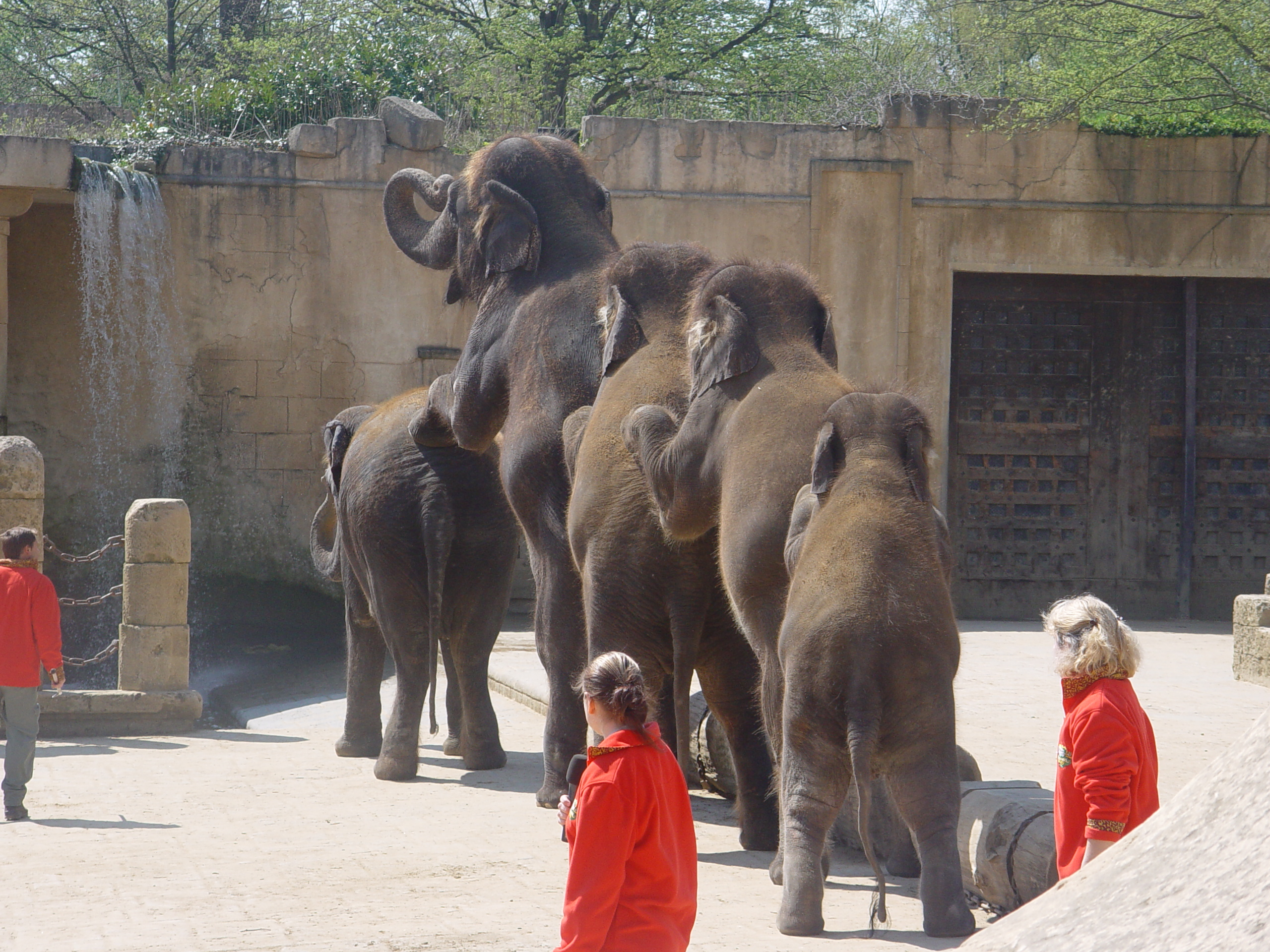
Elefantenshow im Zoo Hannover (2006)

Aufgrund des Projektes Yukon Bay wurde ein erheblicher Teil der alten Anlagen ersetzt, die nicht mehr dem heutigen Standard entsprachen. Vorerst bleiben aber noch die Gehege der Alpakas, Lamas, Nandus, Vikunjas, Pampashasen und Wasserschweine. Die Greifvogel-Volieren mit den Gänsegeiern, Weißkopf-Seeadlern, Andenkondoren, Bartgeiern, Steppenadlern, Mäusebussarden und Schwarzmilanen wurden im Winter 2015 abgerissen. In den drei kleinen Volieren hinter dem Zoo-Bauernhof leben nach der Einrichtung neuer schräger Hütten seit Mai 2021 Rotfußseriemas, Tschajas und Rabengeier aus Südamerika.

### Showarena
Im Erlebnis-Zoo Hannover gibt es täglich bis zu sechs Shows, die in der Showarena am Sambesi, auf Meyers Hof und im neuen Yukon Stadium im Hafen von Yukon Bay stattfinden. In den Shows werden Besonderheiten von Zootieren, wie das Jagdverhalten von Greifvögeln oder der ausgeprägte Geruchssinn von Nasenbären, präsentiert. Es wird auf tierische Rekorde eingegangen und es werden tierärztliche Aspekte veranschaulicht. Ergänzt werden die Shows durch die zahlreichen Fütterungen, bei denen beispielsweise auch der Familienverband der Elefanten erläutert und auf die Aufzucht der Baby-Elefanten eingegangen wird.
Folgende Tierarten werden in den Shows in der Showarena gezeigt:
| - Agakröten - Andenbussarde - Steppenadler - Wüstenbussarde - Lannerfalken - Falklandkarakaras - Brahmahühner | - Seidenhühner - Gelbbrustaras - Fuchsmangusten - Sechsbinden-Gürteltiere - Kuba-Baumratte - Nasenbären - Tigerpythons - Schmuckhornfrösche |

## Panorama am Zoo
Am 18. November 2017 eröffnete der Zoo Hannover in einem gesonderten Rundbauwerk das Panoramabild „Amazonien – Faszination tropischer Regenwald“ des Berliner Künstlers Yadegar Asisi. Das Rundbild innerhalb des Bauwerks „Panorama am Zoo“ mit einem Umfang von 111 Metern und einer Höhe von 32 Metern zeigte eine Landschaft im Amazonasbecken mit den dortigen Pflanzen und Tieren. Durch die Tag- und Nachtsimulation konnten Besucher gefühlt gleich mehrere „Tage“ am Amazonas verbringen. Der Besuch des Panoramas war nicht im Eintrittspreis für den Zoo enthalten. Am 31. Dezember 2020 wurde es geschlossen.

## Auszeichnungen
Den Parkscout Publikums Award, der von Lesern des Online-Magazins Parkscout.de vergeben wird und der als eine der wichtigsten Auszeichnungen der Freizeit-Branche gilt, erhielt der Erlebnis-Zoo Hannover bereits siebenmal.
Die Zooschule des Erlebnis-Zoo hat 2020 für den Workshop „Vielfalt der Insekten“ eine Auszeichnung als offizielles Projekt der UN-Dekade Biologische Vielfalt erhalten. Die Auszeichnung wird an vorbildliche Projekte verliehen, die sich in besonderer Weise für die Erhaltung der biologischen Vielfalt in Deutschland einsetzen.
Bereits neun Mal in Folge hat der Erlebnis-Zoo Hannover bei der Befragung zu Deutschlands familienfreundlichsten Unternehmen, durchgeführt von der ServiceValue GmbH in Kooperation mit der Zeitung Welt am Sonntag, eine Gold-Auszeichnung erhalten. 2021 landete der Erlebnis-Zoo dabei auf Platz eins bei den Zoos und war Branchengewinner.

## Der Zoo im Fernsehen
Seit 2021 ist der Erlebnis-Zoo Hannover Drehort für die NDR Fernsehserie Seelöwe & Co. – tierisch beliebt.

## Kritik
Nach verdeckten Recherchen der Tierrechtsorganisation Peta, die in einem Bericht von der TV-Sendung Report Mainz vom 4. April 2017 veröffentlicht wurden, werden bei der Elefantenhaltung unter anderem sogenannte Elefantenhaken benutzt. Der Bericht sieht darin schwere Tierquälerei und nicht artgerechte Haltung. Der Zoo Hannover wies die Anschuldigungen zurück, forderte sachliche Aufklärung und bat Peta, das vollständige Bildmaterial zur Verfügung zu stellen. Peta wies dies mit Verweis auf eine durch Peta gestellte Strafanzeige zurück. Am 22. August 2017 stellte die Staatsanwaltschaft Hannover die Ermittlungen ein, weil sie keinen hinreichenden Verdacht auf Straftaten und Tierquälerei fanden. Der Zoo wirft Peta „Lügen und Falschaussagen“ vor. Im Oktober 2017 legte Peta Beschwerde gegen die Einstellung des Ermittlungsverfahrens bei der Generalstaatsanwaltschaft Celle ein. Nach eigenen Angaben lag Peta eine 18-seitige Bewertung des Filmmaterials, das angeblich die Misshandlung von Elefanten zeigt, durch den ehemaligen Tierarzt des Kölner Zoos, Olaf Behlert, vor. Dieser sei zu dem Schluss gekommen, dass „eindeutige und schwerwiegende Verstöße gegen das Tierschutzgesetz“ vorlägen. Der Zoo Hannover erwiderte, es handele sich um „die übliche Vorgehensweise bei all ihren [d. h. Petas] Kampagnen, um diese weiterhin medial zu spielen und um Spendengelder einzuwerben“, und stellte die Frage, warum Peta nicht das vollständige Material veröffentliche, wie vom Zoo gefordert. Am 29. Januar 2018 wies die Generalstaatsanwaltschaft Celle die Beschwerde Petas zurück.
Im November 2017 wurde der Zoo Hannover neben 19 weiteren Zoos in Deutschland nochmals beschuldigt. Laut Peta werden in Zoos Wasservögel durch „regelmäßiges Beschneiden der Federn oder chirurgische Eingriffe“ flugunfähig gemacht. Durch eine Stellungnahme gab der Zoo bekannt: „Aktuell ist uns nur die Pressemitteilung von Peta bekannt. Darüber hinaus liegen uns keine Informationen vor. Grundsätzlich werden im Zoo Hannover seit vielen Jahren nur einigen wenigen Vogelarten (z. B. Pelikan, Flamingo, Kronenkranich) einmal jährlich, im Rahmen der tierärztlichen Kontrolluntersuchung, die Federn geschnitten.“ Am 29. März 2018 stellte die Staatsanwaltschaft Hannover das Ermittlungsverfahren gegen den Zoo ein, da die Behandlung der Vögel schmerzfrei und somit harmlos sei.